# Michael G. Wilson
Michael Gregg Wilson, född 21 januari 1942 i New York, är en amerikansk filmproducent och manusförfattare.

## Biografi
Wilson är son till skådespelarna Lewis Wilson och Dana Broccoli samt styvson till Albert R. Broccoli. Han tog examen som elingenjör 1963 och studerade sedan juridik vid Stanford och arbetade som jurist. I början av 1970-talet började arbeta för styvfaderns filmbolag Danjaq/Eon Productions. 
Wilson var Broccolis assistent under produktionen av Älskade Spion och avancerade till verkställande producent för nästföljande film.
Åren 1981–1989 skrev han manus till de fem James Bond-filmerna från Danjaq/Eon under 1980-talet tillsammans med Richard Maibaum. Wilson har sedan 1985 producerat hittills (2021) tolv filmer om James Bond. På 1990-talet alldeles innan styvfaderns död tog Wilson tillsammans med halvsystern Barbara Broccoli över producentskapet för James Bond-filmerna och kvarstod som dess kreativa ledare fram till februari 2025 då den kreativa ledningen fördes över till Amazon MGM Studios.

## Filmografi
- 1964 – Goldfinger (statist, okrediterad)
- 1977 – Älskade spion (assistent till producenten)
- 1979 – Moonraker (verkställande producent)
- 1981 – Ur dödlig synvinkel (manusförfattare och verkställande producent)
- 1983 – Octopussy (manusförfattare och verkställande producent)
- 1985 – Levande måltavla (manusförfattare och producent)
- 1987 – Iskallt uppdrag (manusförfattare och producent)
- 1989 – Tid för hämnd (manusförfattare och producent)
- 1995 – Goldeneye (producent)
- 1997 – Tomorrow Never Dies (producent)
- 1999 – Världen räcker inte till (producent)
- 2002 – Die Another Day (producent)
- 2006 – Casino Royale (producent)
- 2008 – Quantum of Solace (producent)
- 2012 – Skyfall (producent)
- 2015 – Spectre (producent)
- 2021 – No Time to Die (producent)

## Utmärkelser
- Kommendör av 2 klass av Brittiska imperieorden,  1 januari 2022[4]
- Irving G. Thalberg Memorial Award, med  Barbara Broccoli,  2 mars 2025[5]
- Officer av Brittiska imperieorden

[Redigera Wikidata]